# 張廣勇
張廣勇（Wallace Cheung），生於香港，是中國石油界人士和前香港超級聯賽球隊南華足球部主委、香港賽馬會「勇晉」系馬主。

## 生平
張廣勇生於香港一個普通工人家庭，祖籍江蘇揚州，於1981年中文大學工商管理系畢業四年後創立AET先科（亞洲）有限公司，初期主要做電子貿易從開採石油設備最細小零件做起，進入中國大陸市場後專注石油勘探開採設備業務，2009年起開始到南美洲發展成為巴拉圭華人總商會會長，也曾擔任厄瓜多爾商務委員會中國及香港首席代表，生意擴大至從事石油、天然氣及煤田等勘探，其生意更涉獵至太空市場的通訊衛星。2009年10月，張廣勇拜訪巴拉圭足協主席讓AET成為巴拉圭隊贊助商四年，並出錢促成巴拉圭2010年世界盃後訪港友賽香港隊，及後也成為厄瓜多爾球隊昆卡名譽董事然後足球版圖更回流香港，於2013年擔任港甲球隊公民足主，翌年安排昆卡及公民參與2014年賀歲盃，同年中接替羅傑承擔任香港傳統球會南華足球部主委首季班費達2,000萬元直到2017年6月南華宣佈經重新檢視球隊近年發展後決定來屆退出香港超級聯賽轉戰香港甲組聯賽培育青年球員，隨後張廣勇以冠名贊助形式贊助由球壇名宿盧國華所創辦的雅力足球學校一年，培育年輕學員。

## 馬主生涯
張廣勇是香港賽馬會的會員、馬主，自2010-2011年度馬季開始馬主生涯，個人名下馬匹大部分以「勇晉」兩字命名，包括「頂駒」、「勇晉神駒」、「勇晉快駒」、「神勇晉將」、「勇晉大師」、「西夏之王」、「勇晉當銳」。另外，他亦是「開心摯友」馬主團體（快活人團體）的成員。

## 外部連結
- 南華足球隊官方網頁 （页面存档备份，存于）